# Junkers L88
Lo Junkers L88 era un motore aeronautico a 12 cilindri a V di 90°, a ciclo Otto quattro tempi raffreddato a liquido, progettato e realizzato dall'azienda tedesca Junkers Flugzeug und Motorenwerke AG negli anni trenta specificatamente per essere utilizzato nel velivolo sperimentale Junkers Ju 49.

## Storia

### Sviluppo
Derivato dall'abbinamento meccanico del precedente L 8 a sei cilindri, l'L 88 era in grado di erogare una potenza massima di 800 PS (588 kW) a 1 870 giri/min che scendeva a 700 PS (515 kW) di crociera.
Nello Ju 49 il motore, alimentato da una benzina additivata con una sostanza che ne evitava la tendenza al congelamento dovuto alle alte quote, era abbinato ad una grande elica quadripala del diametro di 5,60 m e veniva raffreddato grazie ad un radiatore estensibile posizionato sulla parte inferiore della cofanatura motore, davanti alle gambe del carrello.
Il modello iniziale, aspirato, venne in seguito sostituito dal modello sovralimentato L 88a che garantiva una maggiore efficienza ad alta quota. Quest'ultimo era dotato di un compressore a due stadi abbinato ad un intercooler che gli consentiva di erogare una potenza di 700 PS a circa 5 800 m di altitudine.

## Versioni
L88
prima versione aspirata.
L88a
versione sovralimentata con un compressore a due stadi abbinato ad un intercooler.

## Velivoli utilizzatori
Germania
- Junkers G 38a (L88)
- Junkers Ju 49 (L88, L88a)
- Junkers Ju 52/1mca, da (L88)